# Ministri presidenti della Renania Settentrionale-Vestfalia
Il Ministro presidente della Renania Settentrionale-Vestfalia (in tedesco: Nordrhein-Westfalen Ministerpräsident) è il capo del governo del Land tedesco della Renania Settentrionale-Vestfalia.

## Elenco
| Immagine | Ministro presidente (nascita- morte) | Partito    | Mandato                      |
| -------- | ------------------------------------ | ---------- | ---------------------------- |
|          | Johannes Rau (1931 - 2006)           | SPD        | 1978 - 1998                  |
|          | Wolfgang Clement (1940)              | SPD        | 1998 - 2002                  |
|          | Michael Vesper (1952)                | Die Grunen | ottobre 2002 - novembre 2002 |
|          | Peer Steinbrück (1947)               | SPD        | 2002 - 2005                  |
|          | Jürgen Rüttgers (1954)               | CDU        | 2005 - 2010                  |
|          | Hannelore Kraft (1961)               | SPD        | 2010 - 2017                  |
|          | Armin Laschet (1961)                 | CDU        | 2017 - 2021                  |
|          | Hendrik Wüst (1975)                  | CDU        | 2021 - in carica             |

## Elezioni

### Elezioni del 14 maggio 2017

Unione Cristiano-Democratica di Germania
Partito Socialdemocratico di Germania

Unione Cristiano-Democratica di Germania
     Partito Socialdemocratico di Germania
| Liste  | Liste                                    | Maggioritario | Maggioritario | Maggioritario | Proporzionale | Proporzionale | Proporzionale | Totale seggi |
| Liste  | Liste                                    | Voti          | %             | Seggi         | Voti          | %             | Seggi         | Totale seggi |
| ------ | ---------------------------------------- | ------------- | ------------- | ------------- | ------------- | ------------- | ------------- | ------------ |
|        | Unione Cristiano-Democratica di Germania | 3 242 524     | 38,35         | 72            | 2 796 683     | 32,95         | -             | 72           |
|        | Partito Socialdemocratico di Germania    | 2 919 073     | 34,52         | 56            | 2 649 205     | 31,21         | 13            | 69           |
|        | Partito Liberale Democratico             | 723 725       | 8,56          | -             | 1 065 307     | 12,55         | 28            | 28           |
|        | Alternativa per la Germania              | 460 479       | 5,45          | -             | 626 756       | 7,38          | 16            | 16           |
|        | Alleanza 90/I Verdi                      | 509 571       | 6,03          | -             | 539 062       | 6,35          | 14            | 14           |
|        | Die Linke                                | 414 594       | 4,90          | -             | 415 936       | 4,90          | -             | -            |
|        | Partito Pirata                           | 118 847       | 1,41          | -             | 80 780        | 0,95          | -             | -            |
|        | Altri                                    | 66 377        | 0,79          | -             | 313 684       | 3,70          | -             | -            |
| Totale | Totale                                   | 8 455 190     |               | 128           | 8 487 413     |               | 71            | 199          |